# 4-Éthylgaïacol
Le 4-éthylgaïacol est un composé phénol aromatique que l'on retrouve dans les vins rouges contaminés par une levure du genre Brettanomyces.
Il lui confère des arômes de type animal (cuir, écurie, etc.).